# Gouripur, Gangawati
Gouripur là một làng thuộc tehsil Gangawati, huyện Koppal, bang Karnataka, Ấn Độ.